# أرتور مافيي
أرتور مافيي (بالإيطالية: Arturo Maffei)‏ (9 نوفمبر 1909 في إيطاليا - 17 أغسطس 2006 في إيطاليا) هو منافس ألعاب قوى ولاعب كرة قدم إيطالي في مركز حراسة المرمى، شارك في الألعاب الأولمبية الصيفية 1936. ولعب مع فيورنتينا.

## وصلات خارجية
- أرتور مافيي على موقع اللجنة الأولمبية الدولية (الإنجليزية)
- أرتور مافيي على موقع أوليمبيديا (الإنجليزية)